# الراصد الوطني للنشر والقراءة
الراصد الوطني للنشر والقراءة، (رونق المغرب)، بالفرنسية: L’Observateur National de l’Édition et la Lecture (O.N.E.L)، جمعية ثقافية مستقلة، تأسست بتاريخ 27 يناير 2013 بمدينة طنجة. من مهامها تقديم «جائزة رونق المغرب للقصة» لفائدة الكتاب الشباب، وإصدار مجلة الصقيلة في النقد والإبداع.

## التأسيس
تأسس الراصد الوطني للنشر والقراءة بتاريخ 27 يناير 2013، من طرف مجموعة من الكتاب والمثقفين، من أجل خلق حركة ثقافية جادة وهادفة في مجال النشر والقراءة، وفق مشروع ورؤية ثقافية واضحة. خاض الراصد الوطني تجربة النشر منذ 2014 من خلال نشر ودعم مجموعة من الإصدارات في: القصة، الشعر، الرواية، النقد، المسرح، الترجمة، الأنثروبولوجيا... وهي تجربة حرص فيها «رونق المغرب» على تتبع مختلف مراحلها، انطلاقا من تقييم الأعمال الموجهة للنشر من طرف لجنة القراءة وتنقيحها، مرورا بالترويج الإعلامي والتوزيع، وصولا إلى الاحتفاء بها نقديا وتقريبها من القارئ.

### الأهداف
1. دعم حركة القراءة والنشر والتوزيع بالمغرب.
2. تحفيز الناشئة على فعل القراءة.
3. اكتشاف الطاقات المبدعة في المؤسسات التعليمية[3] والسجنية.
4. دعم الأقلام الشابة والمغمورة.
5. إعادة الاعتبار للكتاب الورقي.
6. ردم الهوة بين القارئ والكاتب المغربي.
7. الإسهام في تحصين حقوق المؤلف، وتوسيع هامش حرية النشر والإبداع.
8. المواكبة النقدية للإصدارات المغربية.[4]

### تحقيق الأهداف
لتحقيق هذه الأهداف سطرت الجمعية جملة من الوسائل منها:
- تنظيم جائزتي «رونق» للقصة لفئتي الناشئة وطنيا والكبار عربيا.
- تنظيم المعرض الوطني للإبداع والكتاب.
- نشر إصدارات الكتاب المغاربة بعد عرضها على لجنة القراءة.
- إصدار مجلة فصلية محكّمة موسومة بـ«الصقيلة في النقد والإبداع».
- إنجاز كتب نقدية جماعية حول الإصدارات المغربية.
- تنظيم أنشطة تحفيزية وتحسيسية بأهمية القراءة.
- تنظيم أنشطة ذات الصلة (ندوات، حفلات توقيع، أمسيات، لقاءات...) محليا وجهويا ووطنيا.
- تأطير الورشات التكوينية في الكتابة الإبداعية بالمؤسسات التعليمية[5] والمؤسسات السجنية محليا وجهويا ووطنيا.
- المشاركة في المعارض الدولية والجهوية للكتاب بالمغرب.
- نشر أعمال الفائزين بالجائزتين وتوزيعهما.
- ربط شراكات ثقافية مع جمعيات وهيئات وطنية ودولية ذات الأهداف المشتركة.[6]

## المعرض الوطني للإبداع والكتاب
- المعرض الوطني الأول للإبداع والكتاب (من 18 إلى 21 دجنبر 2014).
- المعرض الوطني الثاني للإبداع والكتاب (من 1 إلى 6 دجنبر 2015).
- المعرض الوطني الثالث للإبداع والكتاب (من17 إلى 23 أكتوبر 2016).
- المعرض الوطني الرابع للإبداع والكتاب (من 23 إلى 27 دجنبر 2017).
- المعرض الوطني الخامس للإبداع والكتاب (من 24 إلى 28 نونبر 2018).
- المعرض الوطني السادس للإبداع والكتاب بطنجة (من 2 إلى 10 نونبر 2019).[7]
- المعرض الوطني السابع للإبداع والكتاب بطنجة (أيام: 5، 6، 12، 13، 18، 19، 20 يونيو 2021).

## ندوات
- ندوة: «رونق» عشر سنوات من العطاء الثقافي: قراءة في المنجزات والآفاق.[8]
- ندوة وطنية حول «تمثلات البحر في السرد المغربي».[9]
- ندوة حول «آفاق الخطاب الروائي في رواية رسائل زمن العاصفة للكاتب المغربي عبد النور مزين».[10]
- ندوة: «السرد العربي وسؤال المواكبة النقدية».
- ندوة: «تلقي إدوارد سعيد عربيا من خلال كتاب: “إدوارد سعيد. الانتفاضة الثقافية” لإيف كلفارون، ترجمة: الدكتور محمد الجرطي».

## لقاءات
- لقاء مفتوح حول «صورة المرأة في الكتابة السردية».
- لقاء مفتوح حول «دور الإبداع في النهوض بقضايا المرأة».
- لقاء مفتوح حول «دور القراءة في تنمية المجتمع».
- لقاء مفتوح حول «القضية الوطنية في الأدب المغربي» بالسجن المحلي بطنجة 2.[11]

## ملتقيات
- ملتقى رشيد شباري الوطني للقصاصين الشباب في دورته الأولى (12 أكتوبر 2019).
- الملتقى الوطني الثاني للقصاصين الشباب، دورة مليكة نجيب وعبد الجبار السحيمي، (أيام 9، 11، 17، 18 يونيو 2023) بالمدن طنجة، أصيلة، القنيطرة.

## منتديات
- المنتدى الجهوي الأول للقراءة والإبداع.
- المنتدى الجهوي الثاني للقراءة والإبداع.

## الجوائز
- جائزة «رونق المغرب» في الإبداع (الأولى- 2014)
- «رونق المغرب» في الإبداع (الثانية - 2015)
- «رونق المغرب» في الإبداع (الثالثة - 2016)
- «رونق المغرب» في القصة (الرابعة - 2017)
- «رونق المغرب» في القصة (الخامسة ـ 2018)
- «رونق المغرب» في القصة (السادسة ـ 2019)
- جائزة «رشيد شباري» الوطنية  في القصة لفائدة الناشئة (الثانية ـ 2019)
- «رونق المغرب» في القصة (السابعة - 2020)
- جائزة «رشيد شباري» الوطنية  في القصة لفائدة الناشئة (الثالثة - 2020)
- «رونق» الوطنية في القصة لفائدة الناشئة (دورة مليكة مستظرف) (الرابعة - 2021)
- «رونق» الوطنية في القصة لفائدة الناشئة (دورة مليكة نجيب وعبد الجبار السحيمي) (الخامسة - 2022)[2]

## حوارات وتصريحات
- حوار إذاعي حول ديناميكية النخب المحلية في صوغ سياسة ثقافية بديلة من خلال تجربة الراصد الوطني للنشر والقراءة، ضمن برنامج نوافذ الذي يعده الإعلامي سعيد كوبريت، وبمشاركة: ذة فاطمة الزهراء المرابط. ذ محمد الشايب وذ رشيد أمديون. ليلة الأحد 6 فبراير 2022. إذاعة طنجة.[12]
- حوار إذاعي من خلال حلقة برنامج «بصيغة أخرى» بإذاعة طنجة.[13]
- تصريح الأستاذة فاطمة الزهراء المرابط لتلفزيون الواحة على هامش مشاركة الراصد الوطني للنشر والقراءة في المعرض الجهوي الثالث عشر للكتاب بخريبكة 17-13 ماي 2022.[14]